# Skibno
Skibno [ˈskibnɔ] (tiếng Đức: Schübben) là một ngôi làng thuộc khu hành chính của Gmina Sianów, thuộc quận Koszalin, Zachodniopomorskie, ở phía tây bắc Ba Lan. Nó nằm khoảng 2 kilômét (1 mi) phía bắc Sianów, 10 km (6 mi) phía đông bắc Koszalin, và 146 km (91 mi) về phía đông bắc của thủ đô khu vực Szczecin.
Trước năm 1945, khu vực này là một phần của Đức. Đối với lịch sử của khu vực, xem Lịch sử của Pomerania.